# Metropolia di Selimbria
.

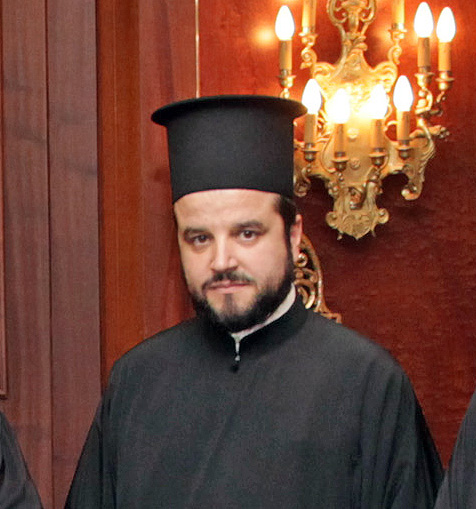
Massimo Vgenopoulos, metropolita di Selimbria dal 27 luglio 2014

La metropolia di Selimbria è una diocesi del patriarcato di Costantinopoli (in greco Ιερά Μητρόπολις Σηλυβρίας?, Ierá Mitrópolis Silyvrías). Costituisce una delle circoscrizioni ecclesiastiche attive del patriarcato in territorio turco, benché quasi spopolata.

## Storia
Selimbria, corrispondente alla città turca di Silivri, è un'antica sede arcivescovile autocefala della provincia romana di Europa nella diocesi civile di Tracia e nel patriarcato di Costantinopoli.
Già suffraganea dell'arcidiocesi di Eraclea, è attestata come arcidiocesi autocefala nel VII secolo, menzionata al 19º posto su 34 nella Notitia Episcopatuum dello pseudo-Epifanio, composta durante il regno dell'imperatore Eraclio I (circa 640). Nella successiva Notitia, attribuita all'imperatore Leone VI (inizio X secolo), occupa l'11º posto fra le arcidiocesi autocefale del patriarcato.
Per un breve periodo, tra V e VI secolo, la città era nota con il nome di Eudossiopoli in onore della moglie dell'imperatore Arcadio. È con questo titolo che sono noti i primi vescovi di Selimbria.
Diversi sono i vescovi noti di Selimbria nel primo millennio cristiano. Secondo lo storico Socrate Scolastico, nella sua Historia ecclesiastica, il vescovo Teosebio sarebbe stato trasferito da "Apamea di Asia" a Selimbria; Le Quien identifica Apamea di Asia con la sede di Apamea di Bitinia nella diocesi civile del Ponto, Destephen invece con quella di Apamea di Pisidia nella diocesi civile di Asia.
Romano è documentato in due occasioni: intervenne al concilio del 448 convocato a Costantinopoli dal patriarca Flaviano per condannare Eutiche e prese parte al concilio di Calcedonia nel 451. Sergio partecipò al terzo concilio di Costantinopoli nel 680. Giorgio era presente al concilio detto in Trullo nel 692. Epifanio visse all'epoca delle lotte iconoclaste. Simeone infine partecipò al Concilio di Costantinopoli dell'879-880 che riabilitò il patriarca Fozio di Costantinopoli. La sigillografia ha restituito il nome del vescovo Giacomo, il cui sigillo è datato agli inizi del X secolo.
Tra il 1143 e il 1180 l'arcidiocesi fu elevata al rango di sede metropolitana senza suffraganee.
Durante la guerra greco-turca (1919-1922), la situazione per i cristiani ortodossi della regione divenne sempre più difficile. Di fronte all'avanzata dell'esercito turco, la città fu fatta evacuare, prima dell'occupazione turca il 12 novembre 2022. In seguito agli accordi del trattato di Losanna del 1923, che impose obbligatoriamente lo scambio delle popolazioni tra Grecia e Turchia, non sono rimasti più fedeli ortodossi nella metropolia di Selimbria.
La sede tuttavia non è mai stata canonicamente soppressa dal patriarcato. L'antica cattedrale, dedicata a san Spiridione, fu demolita dopo il 1922. Oggi la metropolia è censita tra le diocesi attive del patriarcato sul territorio turco, benché quasi spopolata. Nel 2018 è stato riaperto un episcopio a Silivri.

## Cronotassi

### Periodo romano e bizantino
- Teosebio (o Teofilo) † (prima del 434)
- Romano † (prima del 448 - dopo il 451)[12]
- Sergio † (prima del 680 - dopo il 681)[13]
- Giorgio † (prima del 691 - dopo il 692)[14]
- Epifanio † (VIII o IX secolo)[15]
- Simeone † (menzionato nell'879)[16]
- Giacomo † (X secolo)[17]
- Teodoro † (XI secolo)[18]
- Antipatro † (menzionato nel 1032)[19]
- Giovanni † (menzionato nel 1157)[20]
- Teodolo † (prima del 1166 - dopo il 1170)[21]
- Niceforo † (menzionato nel 1260)[22]
- Tommaso † (menzionato nel 1262)
- Ilarione † (prima del 1283 - dopo il 1294[23])
- Gregorio † (menzionato nel 1327)[24]
- Ignazio † (menzionato nel 1330)
- Metodio † (menzionato nel 1347)
- Isaia † (prima di febbraio 1347 – dopo luglio 1356)[25]
- Filoteo † (1362 - 1389)[26]
- Teofilo † (menzionato nel 1389)[27]
- Matteo † (seconda metà del 1403 - 1409)[28]
- Ignazio † (circa 1431 - prima di giugno 1439 deceduto)[29]

### Periodo ottomano e turco
- Giuseppe † (prima del 1474 - dopo il 1484)
- Atanasio † (prima del 1514 - dopo il 1541)
- Antimo † (menzionato nel 1564)
- Atanasio † (1578 - dopo il 1600)
- Teofane † (prima del 1608 - 1618 deceduto)
- Geremia † (10 novembre 1618 - 1623)
- Macario † (agosto 1623 - aprile 1624)
- Lorenzo † (29 aprile 1624 - febbraio 1638 eletto metropolita di Iconio)
- Sofronio † (febbraio 1638 - 8 ottobre 1645 dimesso)
- Macario † (20 dicembre 1645 - 1646 deceduto)
- Melezio † (14 marzo 1646 - 1654)
- Metrofane † (menzionato nel 1655)
- Lorenzo † (menzionato nel 1675)
- Nettario † (menzionato nel 1681)
- Gregorio † (menzionato prima del 1684)
- Arsenio † (menzionato nel 1688 e 1689)
- Macario † (? - 10 maggio 1701)
- Leonzio † (maggio 1701 - 1726)
- Macario † (1726 - 1744)
- Teocleto † (2 maggio 1744 - 1764)
- Partenio † (luglio 1764 - maggio 1777 eletto metropolita di Calcedonia)
- Crisante † (maggio 1777 - 1790 deceduto)
- Callinico † (dicembre 1790 - agosto 1816 dimesso)[30]
- Paisio † (agosto 1816 - marzo 1818 eletto metropolita di Filippopoli)
- Gioannizio † (marzo 1818 - 3 febbraio 1819 deceduto)
- Macario Soutsos † (febbraio 1819 - ottobre 1821 dimesso)
- Dionisio Kotatis † (ottobre 1821 - luglio 1826 eletto metropolita di Amasea)
- Ieroteo † (luglio 1826 - maggio 1834 eletto metropolita di Calcedonia)
- Matteo Aristarchis † (maggio 1834 - 10 novembre 1838 eletto metropolita di Demetriade)
- Sofronio † (novembre 1838 - 11 ottobre 1849 deceduto)
- Gioannizio † (12 ottobre 1849 - 23 giugno 1853 dimesso)
- Melezio † (23 giugno 1853 - maggio 1861 eletto metropolita di Serres)
- Zaccaria † (12 giugno 1861 - 1º febbraio 1877 deceduto)
- Cirillo Votosiadis † (9 febbraio 1877 - 27 ottobre 1881 deceduto)
- Germano Apostolidis † (31 ottobre 1881 - 8 aprile 1892 deceduto)
- Costanzo Gazis † (14 aprile 1892 - 7 settembre 1900 eletto metropolita di Maronia)
- Dionisio Stavridis † (3 ottobre 1900 - 29 marzo 1913 deceduto)
- Beniamino Kyriakou † (11 giugno 1913 - 10 settembre 1913 eletto metropolita di Filippopoli)[31]
- Eugenio Papathomas † (10 settembre 1913 - 20 maggio 1926 eletto metropolita di Servia)
- Eugenio Papathomas † (26 marzo 1927 - 22 giugno 1934 deceduto) (per la seconda volta)
  - Sede vacante (1934-1977)
- Emiliano Timiadis † (15 novembre 1977 - 21 febbraio 2008 deceduto)
  - Sede vacante (2008-2014)
- Massimo Vgenopoulos, dal 27 luglio 2014[32]